# Nordsamiska naturobjekt på kartorna

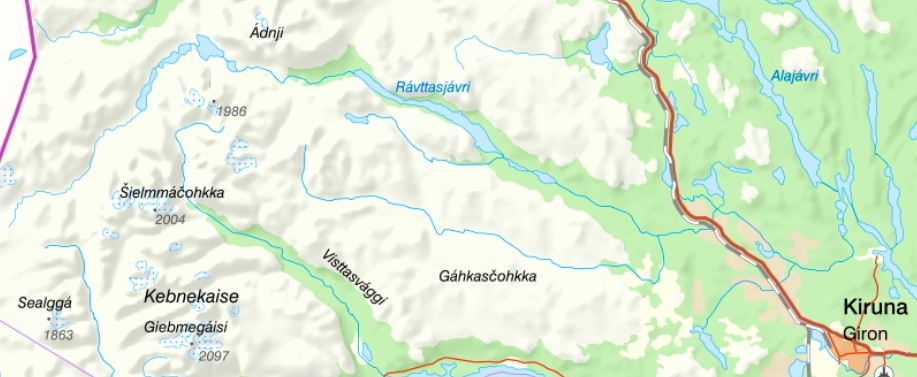
Ett antal nordsamiska platsnamn på en karta över västra delen av Kiruna kommun.

Nordsamiska naturobjekt på kartorna redovisar betydelsen av ortnamnsefterled och adjektiv i namn på naturobjekt, som används på kartor i nordsamiska områden, som de definierats av Lantmäteriet. Det nordsamiska området sträcker sig även in i Norge, Finland och mindre delar av nordvästra Kolahalvön.

## Nordsamiska tecken
Det nordsamiska alfabetet har sju tecken som inte finns i det svenska alfabetet, Á, Č, Đ, Ŋ (ng-ljud), Š (sj-ljud), Ŧ  (tj-ljud) och Ž. Dessa tecken är markerade med gult i nedanstående figur.
| Nordsamiska alfabetet                    |   |   |   |   |   |   |   |   |   |   |   |   |   |   |   |   |   |   |   |   |   |   |   |   |   |   |   |   |
| A                                        | Á | B | C | Č | D | Đ | E | F | G | H | I | J | K | L | M | N | Ŋ | O | P | R | S | Š | T | Ŧ | U | V | Z | Ž |
| a                                        | á | b | c | č | d | đ | e | f | g | h | i | j | k | l | m | n | ŋ | o | p | r | s | š | t | ŧ | u | v | z | ž |
| Bokstäver i svenska alfabetet som saknas |   |   |   |   |   |   |   |   |   |   |   |   |   |   |   |   |   |   |   |   |   |   |   |   |   |   |   |   |
| Q                                        | W | X | Y | Å | Ä | Ö |   |   |   |   |   |   |   |   |   |   |   |   |   |   |   |   |   |   |   |   |   |   |

## Nordsamiska naturnamnsefterled
Tabellen visar de vanligaste naturnamnsefterleden på berg, sjöar, vattendrag och andra naturobjekt i det nordsamiska områdena.
| Svenska                           | Nordsamiska | Exempel             |
| --------------------------------- | ----------- | ------------------- |
| Berg                              |             |                     |
| Klippbrant                        | bákti       | Liddubákti          |
| Fjällsluttning                    | buolda      | Gállubuolda         |
| Spetsig fjälltopp, brant högfjäll | gáisi       | Giebmegáisi         |
| Berg med rund kontur              | oaivi       | Váimuoaivi          |
| Fjällaxel från större fjäll       | oalgi       | Skárttoalgi         |
| Fjälltopp                         | čohkka      | Gaskkasčohkka       |
| Fjällrygg, ås                     | čorru       | Govggečorru         |
| Litet fjäll                       | váráš       | Rássádjakváráš      |
| Fjällhöjd med god utsikt          | várdu       | Geargevárdu         |
| Berg, fjäll                       | várri       | Guodevárri          |
| Sjöar                             |             |                     |
| Sjö                               | jávri       | Gaska Gáidumjávri   |
| Sjöar                             | jávrrit     | Lihtijávrrit        |
| Liten sjö                         | jávrráš     | Duortnosjávrráš     |
| Småsjöar                          | jávrrážat   | Čeabetjávrrážat     |
| Vik                               | luokta      | Ribakluokta         |
| Smal vik                          | vuopio      | Pirttivuopio        |
| Vattendrag                        |             |                     |
| Vattenfall                        | gorži       |                     |
| Bäck, å                           | johka       | Čeakčajohka         |
| Vidare del av å eller älv         | luoppal     | Bieggaluoppal       |
| Å, älv                            | eatnu       | Gáidumeatnu         |
| Övrigt                            |             |                     |
| Myr                               | jeaggi      | Báhtukjeaggi        |
| Stor myr                          | áhpi        | Šiškká-ahpi         |
| Glaciär                           | jiekŋa      | Ruostajiekŋa        |
| Högslätt                          | láhku       | Darfálláhku         |
| Ravin                             | gorsa       | Čievrragorsa        |
| Smal sänka, skåra i en fjällrygg  | gurra       | Sáttogurra          |
| Udde, näs                         | njárga      | Sirččámnjárga       |
| Äng, fält                         | gieddi      | Hoaŋggágieddi       |
| Svårtillgänglig dal               | riehppi     | Gáhpoluohriehppi    |
| Ö, holme                          | suolo       | Vuoresuolo          |
| Utlöpare från ett fjäll           | njunni      | Guolbannjunni       |
| Fjälldal, dalgång                 | vággi       | Guodekvággi         |
| Riktning, storlek                 |             |                     |
| Västra                            | alip        | Alip Suoričohkka    |
| Östra                             | lulip       | Lulip Suoričohkka   |
| Övre                              | bajit       | Bajit Sieiddivárri  |
| Nedre, lägre                      | vuolit      | Vuolit Sieiddivárri |
| Mellersta                         | gasskas     | Gasskasčohkka       |
| Stora                             | stuor       | Stuor Alddas        |
| Liten, lilla                      | unna        | Unna Aldasaš        |